# Ист Милкрик (Јута)
Ист Милкрик (енгл. East Millcreek) град је у америчкој савезној држави Јута.

## Демографија
По попису из 2000. године број становника је 21.385.
| Група             | 2000.          | 2010.    |
| Белци             | 20.008 (93,6%) | 0 (0,0%) |
| Афроамериканци    | 91 (0,4%)      | 0 (0,0%) |
| Азијати           | 311 (1,5%)     | 0 (0,0%) |
| Хиспаноамериканци | 586 (2,7%)     | 0 (0,0%) |
| Укупно            | 21.385         | 0        |